# Gerard ter Borch
Gerard ter Borch (Gerard Terburgh ou Terburg), dit le Jeune, né à Zwolle en 1617 et mort à Deventer le 8 décembre 1681, est un peintre de genre et de portraits néerlandais, actif à Münster et Amsterdam.

## Biographie
Gerard Terburgh est né en 1617 à Zwolle. Gerard ter Borch commença à dessiner à l’âge de huit ans et fut l’élève de son père Gerard ter Borch, dit « le Vieux » (en), peintre d’histoire distingué, qui avait visité Rome. Encouragé sans doute par Avercamp, après un court séjour à Amsterdam (1632), il étudia à Haarlem de 1632 à 1635 chez Pieter de Molyn auquel il emprunta la simplicité de compositions en même temps qu’il s’appropria les fines harmonies grises de Frans Hals.
Il visita Londres (1635), l’Allemagne, la France et l’Italie avant de s’établir à Amsterdam où il s’inspira peut-être des œuvres de Rembrandt. En 1646, il partit pour Münster où il peignit, dans La Ratification du traité de Münster, les plénipotentiaires des Pays-Bas et de l’Espagne. Il suivit l’un d'eux à Madrid, où le roi lui fit de riches présents et où il put étudier Vélazquez à qui sa manière doit beaucoup. Revenu dans sa famille, il se maria en 1654 avec une de ses nièces à Deventer, dont il devint le bourgmestre, et où les bourgeois de la ville se disputèrent l’honneur d’avoir leur portrait peint par lui.
Ter Borch a été le maître de Caspar Netscher, et il a eu une influence sur Metsu, Ochtervelt et Vermeer de Delft.
Gerard Terburgh est mort en 1681 à Deventer à l'âge de 73 ans.

## Œuvres
Les Joueurs de trictrac (1640), actuellement à la Kunsthalle de Brême, est la plus connue de ses œuvres de jeunesse qui sont presque toutes des scènes militaires dans le style de Frans Hals. Après son retour d’Italie, il changea de style au profit des scènes plus intimes dont les personnages sont les bourgeois au milieu desquels il vivait.
Ter Borch peignait des portraits avec une rare élégance ; dans ses scènes d’intérieur, il se plaît à représenter des demeures opulentes. Il excellait à peindre les textures telles que le grain d’un tapis, l’éclat d’un vase d’argent, la transparence d’une coupe de cristal et surtout les étoffes, notamment le velours et le satin blanc. Il possédait également au plus haut point l’art de fondre les détails dans l’ensemble. Sa couleur se distingue par sa vigueur et l’harmonie de sa lumière.
Il est également celui qui a peint la fameuse Leçon de lecture (1652). Il se place dans la lignée des maîtres hollandais, en choisissant comme sujet les personnages les plus ordinaires, les scènes les plus triviales, cependant que ces personnages acquièrent une profondeur troublante.

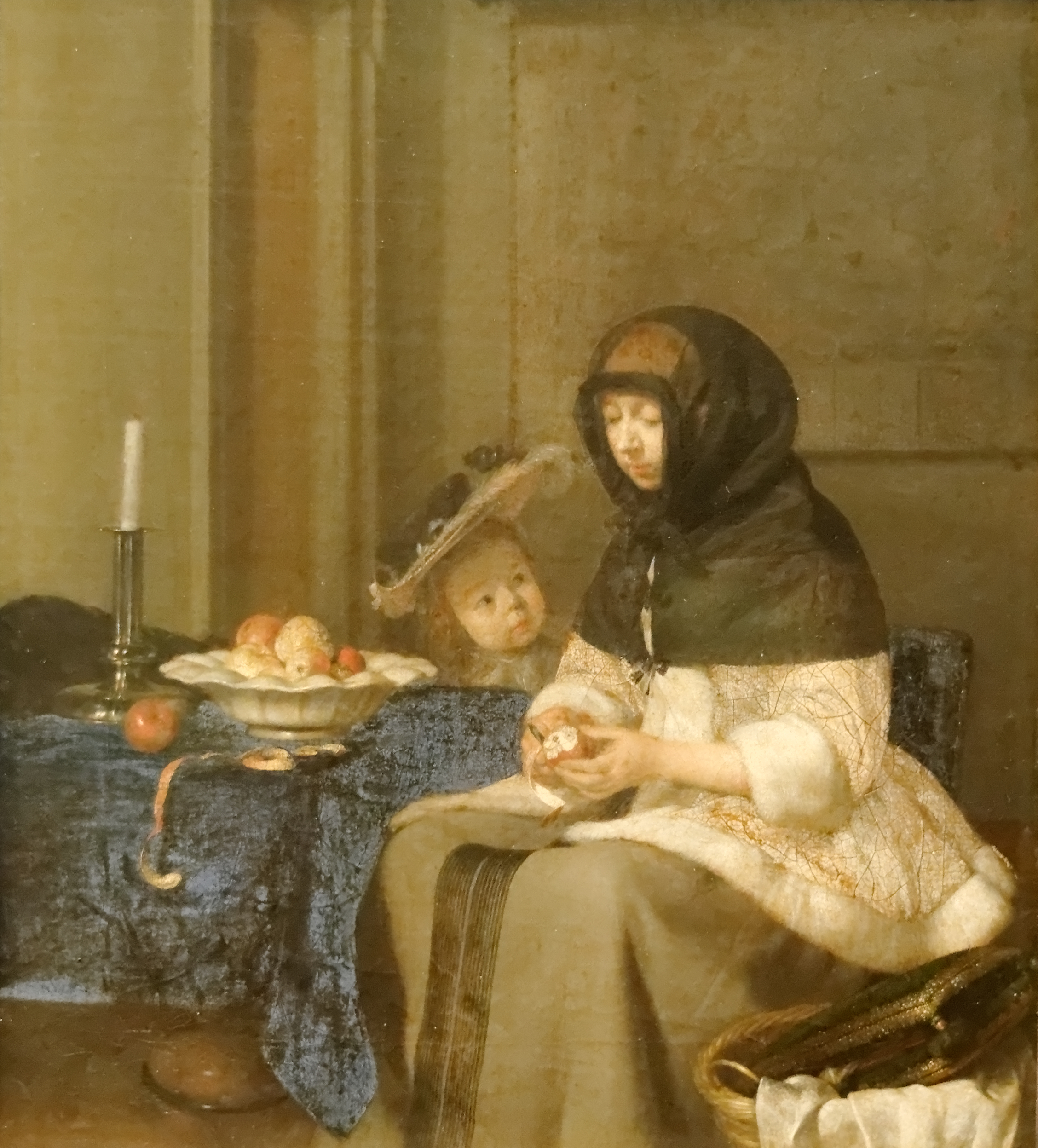
La Peleuse de pommes, v. 1660. Kunsthistorisches Museum

- Helena van der Schalcke, v. 1648, huile sur panneau, 34 × 28 cm, Rijksmuseum, Amsterdam[2] ;
- Jeune Femme versant à boire, vers 1650, huile sur bois, 34,5 x 27,5, Montpellier, musée Fabre ;
- Femme pelant des pommes (1651), huile sur bois, 36,3 × 30,7 cm, Vienne, Kunsthistorisches Museum ;
- La Chasse aux poux (v. 1652-1653), huile sur bois, 33,5 × 29 cm, La Haye, Mauritshuis ;
- Portrait d'Anthonie Charles de Liedekercke, sa femme Willemina van Braeckel et son fils Samuel, v. 1654-1655, Musée Frans Hals, Haarlem[3] ;
- Femme écrivant une lettre (v. 1655), huile sur bois, 39 × 29,5 cm, La Haye, Mauritshuis ;
- La Remontrance paternelle, huile sur toile, 70 × 60 cm, Berlin, musées nationaux ;
- Conversation galante (ou La Remontrance paternelle), v. 1654, huile sur toile, , Rijksmuseum, Amsterdam[4] ;
- Le Concert : chanteuse et joueuse de luth theorbé, v. 1657, 47 × 44 cm, Musée du Louvre, Paris[5] ;
- Femme jouant du théorbe et un cavalier, huile sur panneau, 1658, 37 x 32 cm, Metropolitan Museum of Art, New York ;
- Femme se coiffant, 1657-1658, Huile sur panneau, 36 × 28 cm, Londres, Wallace Collection[6] ;
- La Visite du prétendant, v. 1658, huile sur toile, 80 × 75 cm, National Gallery of Art, Washington[7] ;
- Le Verre de limonade, v. 1660, huile sur toile, 67 × 54 cm, Musée de l'Ermitage, Saint-Petersbourg[8] ;
- Femme lisant une Lettre, v. 1665, huile sur toile, 44 × 32 cm, Londres, The Wallace Collection[9] ;
- La Joueuse de théorbe à deux hommes, 1667-1668, huile sur toile, 68 × 58 cm, Londres, National Gallery[10] ;
- La Leçon de musique, v. 1668, huile sur toile, 68 × 56 cm, J. Paul Getty Museum, Los Angeles[11] ;
- Le Duo : chanteuse et joueur de luth theorbé, 1669, 82 × 72 cm, Musée du Louvre, Paris[12] ;
- Intérieur d'estaminet, huile sur bois, 30,6 × 36,8 cm, Rouen, musée des beaux-arts ;
- Soldat endormi sur une chaise et deux autres personnages, collection particulière ;
- La Joueuse de luth, huile sur bois, 31 × 27 cm, Anvers, musée royal des beaux-arts ;
- La Leçon de Musique, Collection Bentinck-Thyssen[13].

Ses carnets de dessins comportant de nombreuses vues de la Rome antique sont considérées comme précurseurs du védutisme.

### Galerie

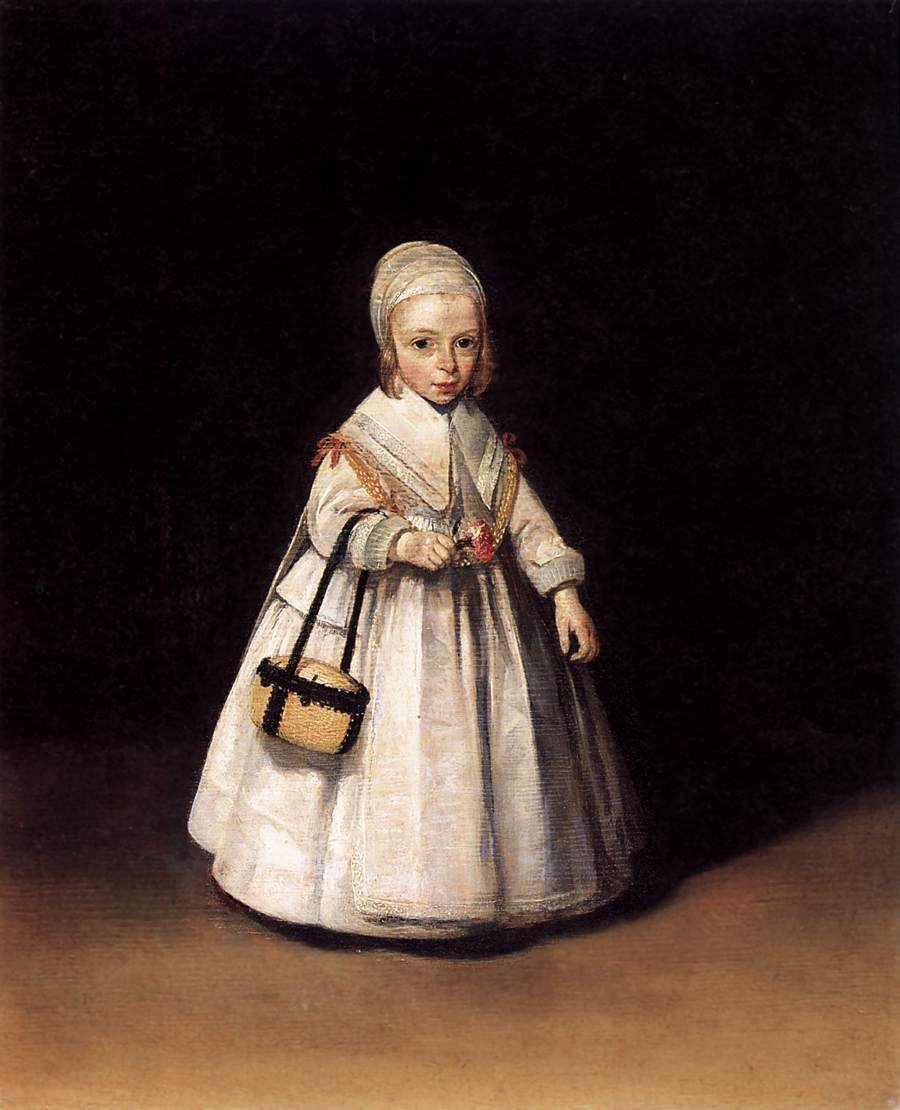
Helena van der Schalcke 1648, Rijksmuseum
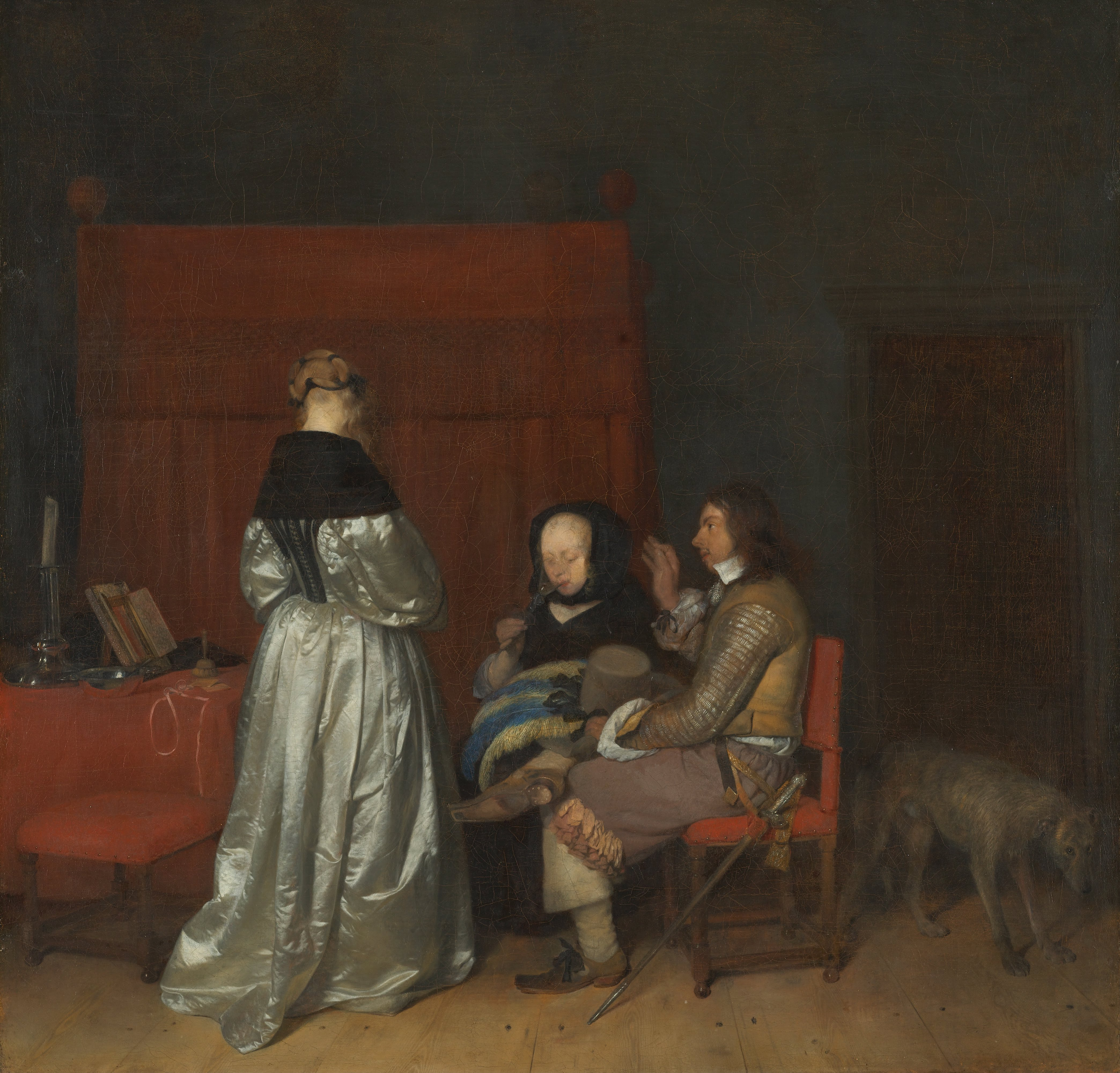
Remontrance, v. 1654 Rijksmuseum
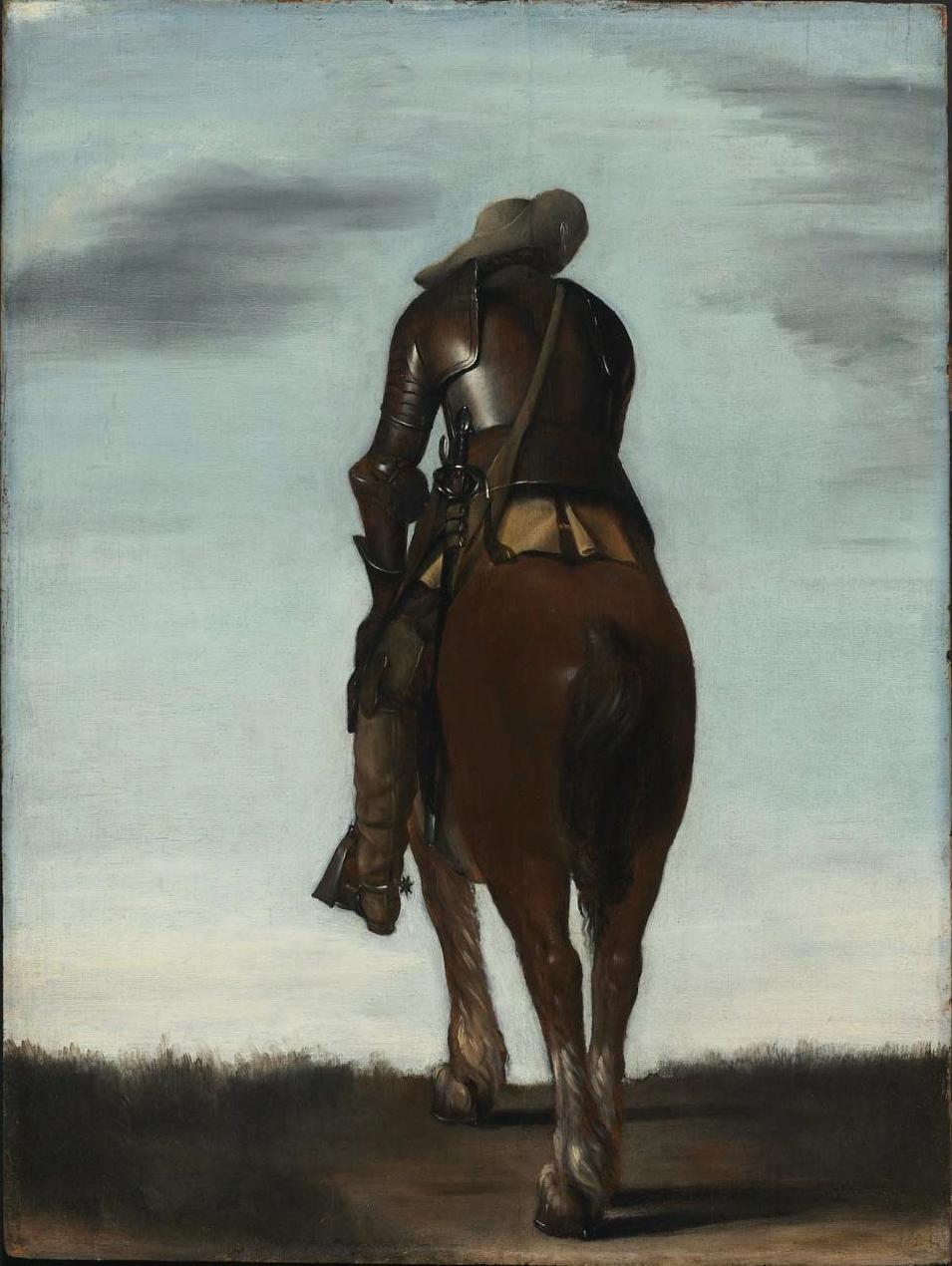
Man on Horseback, 1654 - Boston Museum of Fine Arts
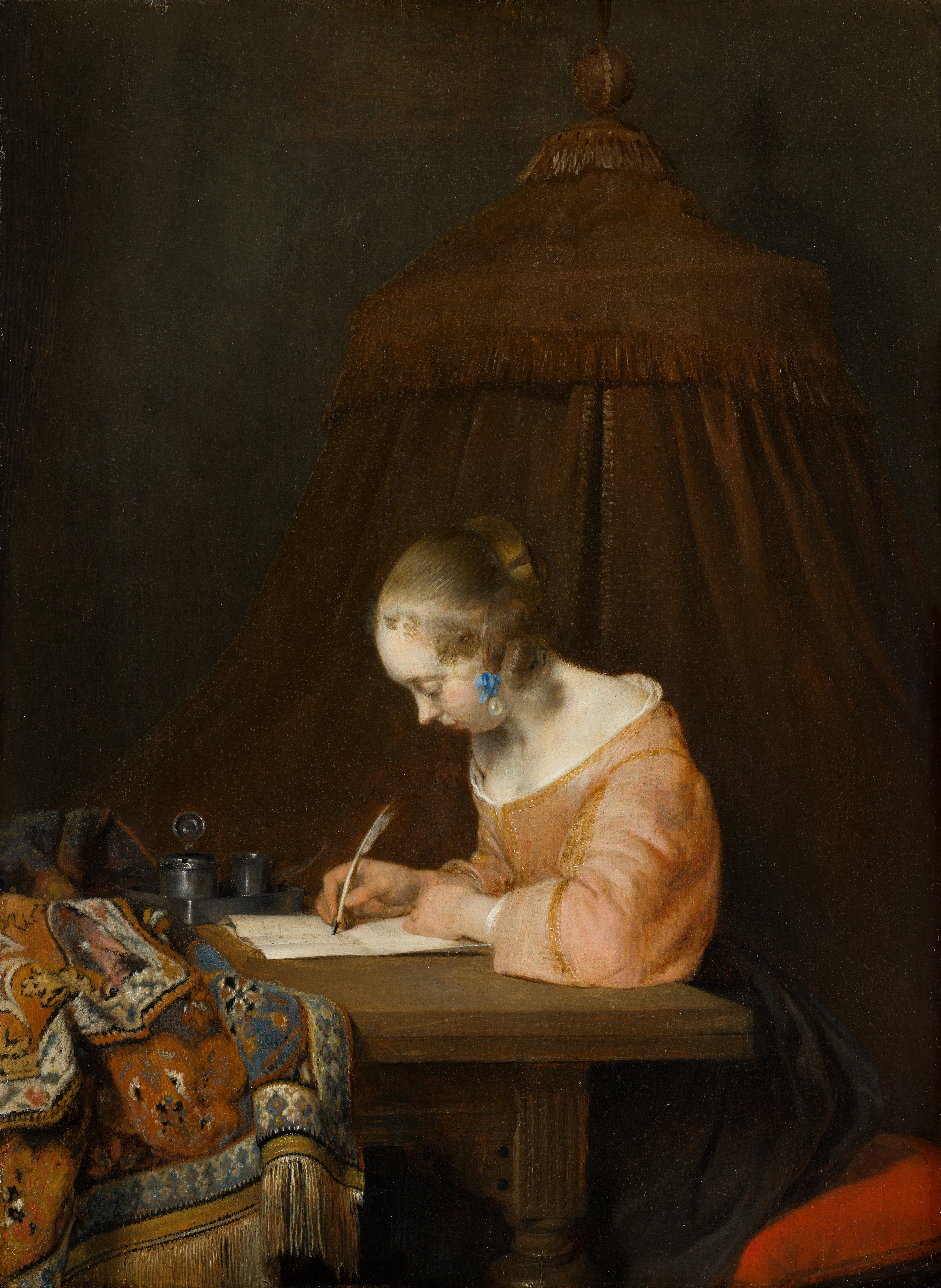
Woman writing a letter, 1655 - LA HAYE Mauritshuis
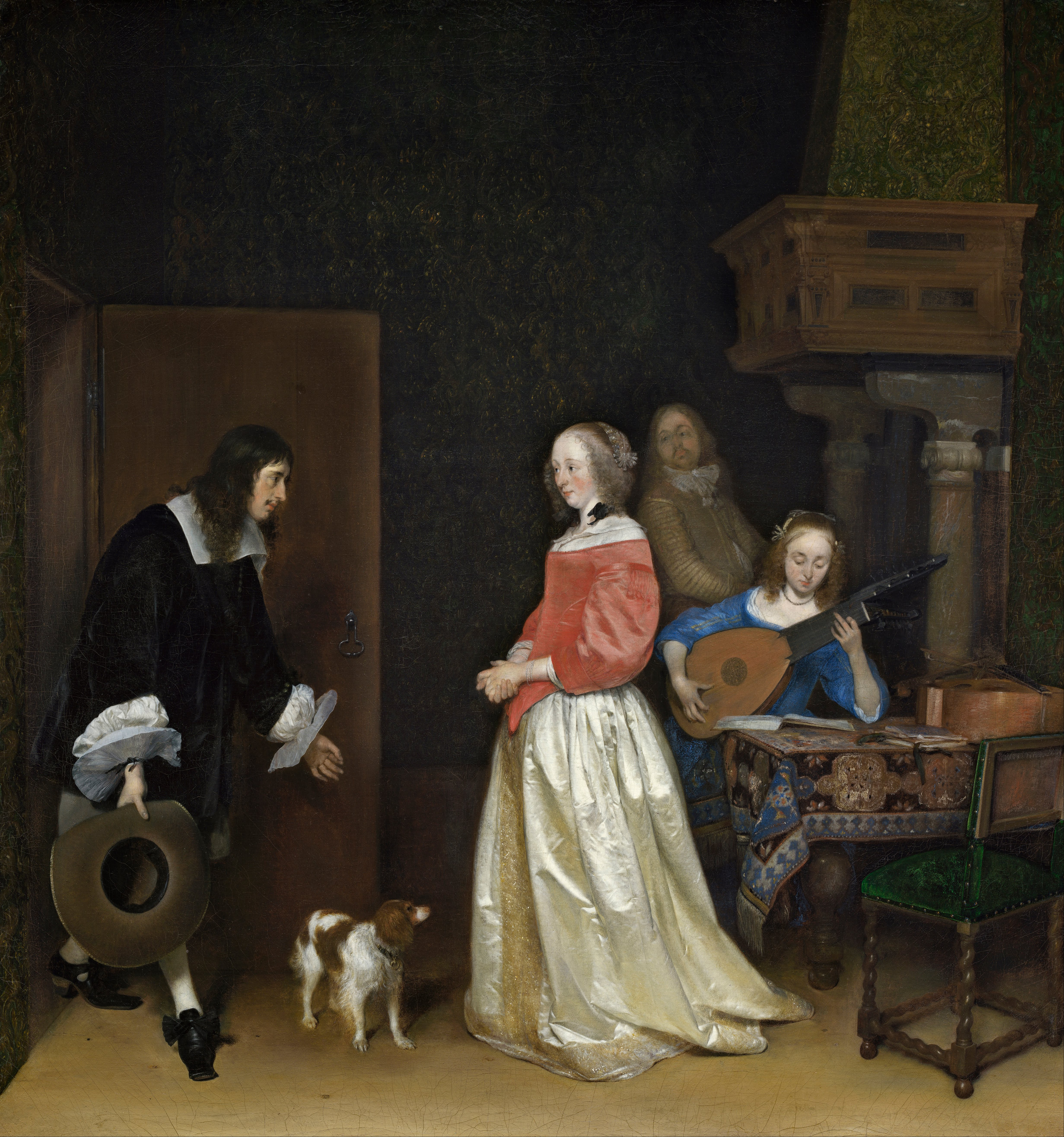
Visite du Prétendant, vers1658 Washington
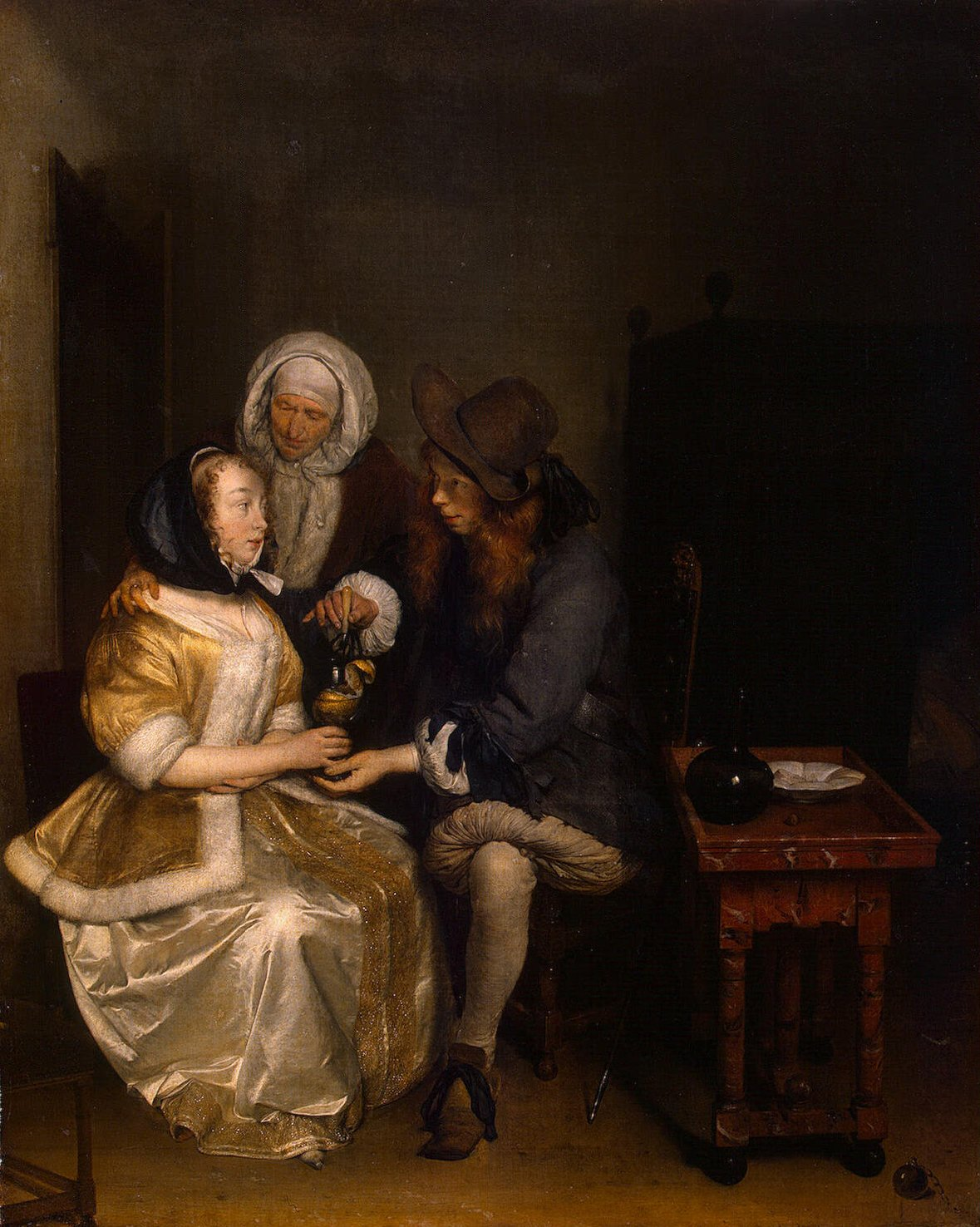
La Citronnade, v. 1660 Musée de l'Ermitage
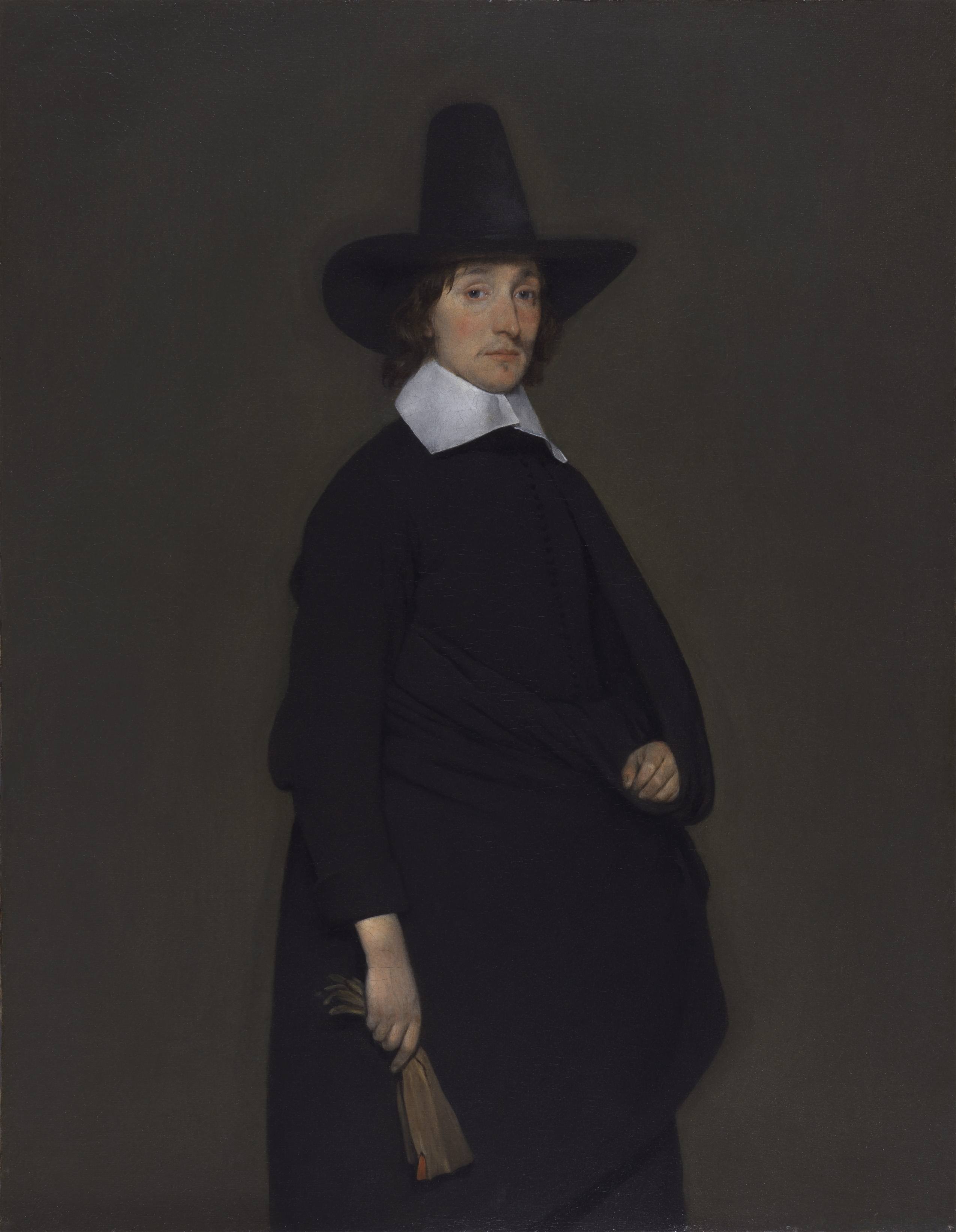
Portrait of an Elegant Man, 1660ca - US Leiden Collection
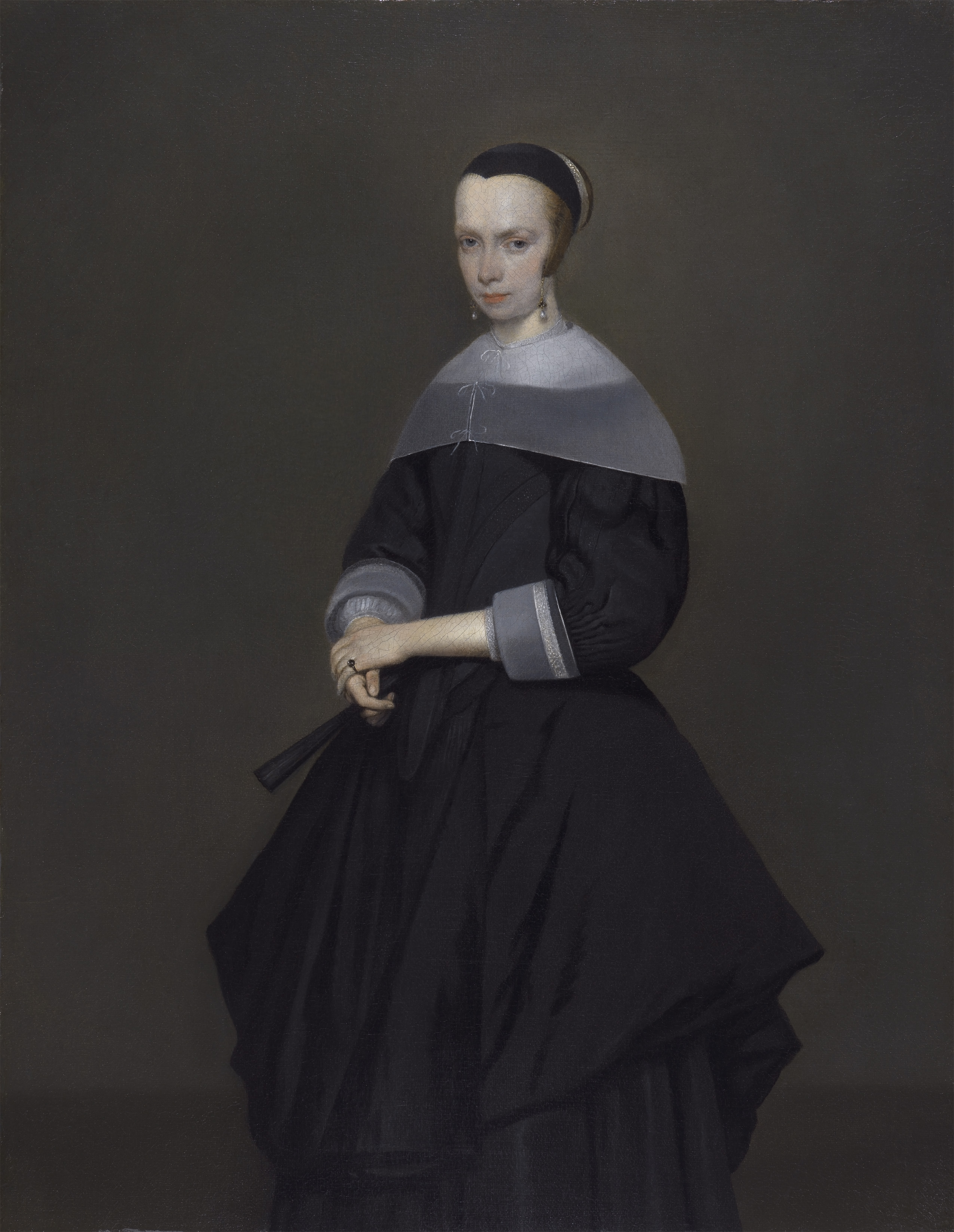
Portrait of an Elegant Woman, 1660ca - US Leiden Collection
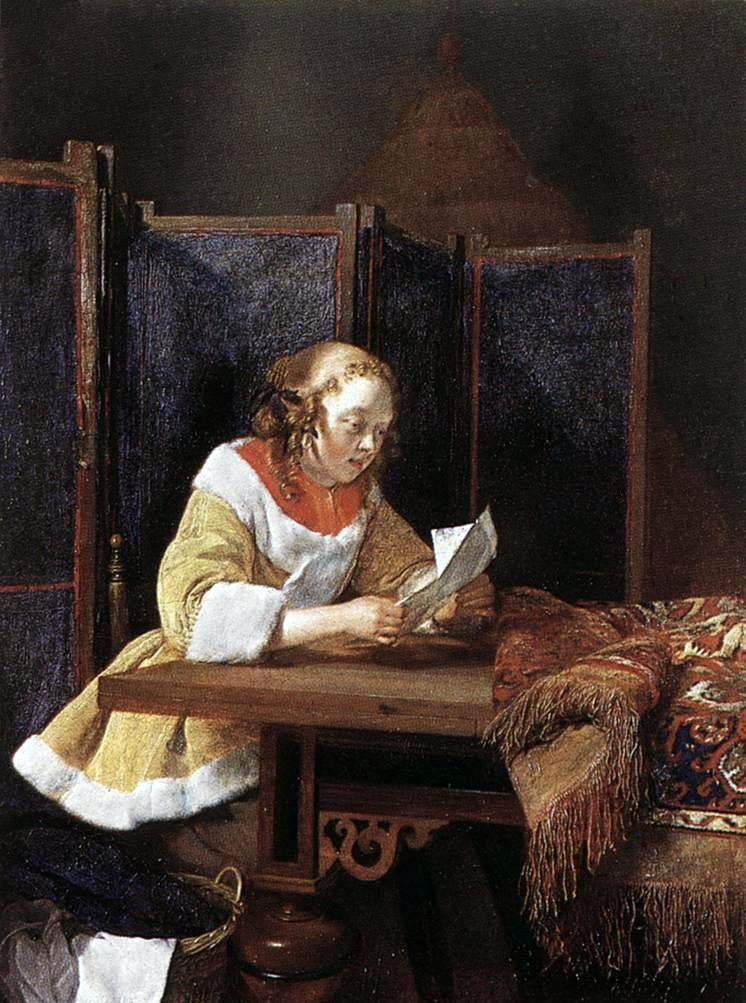
Lecture de la lettre, v. 1665 Wallace Coll.
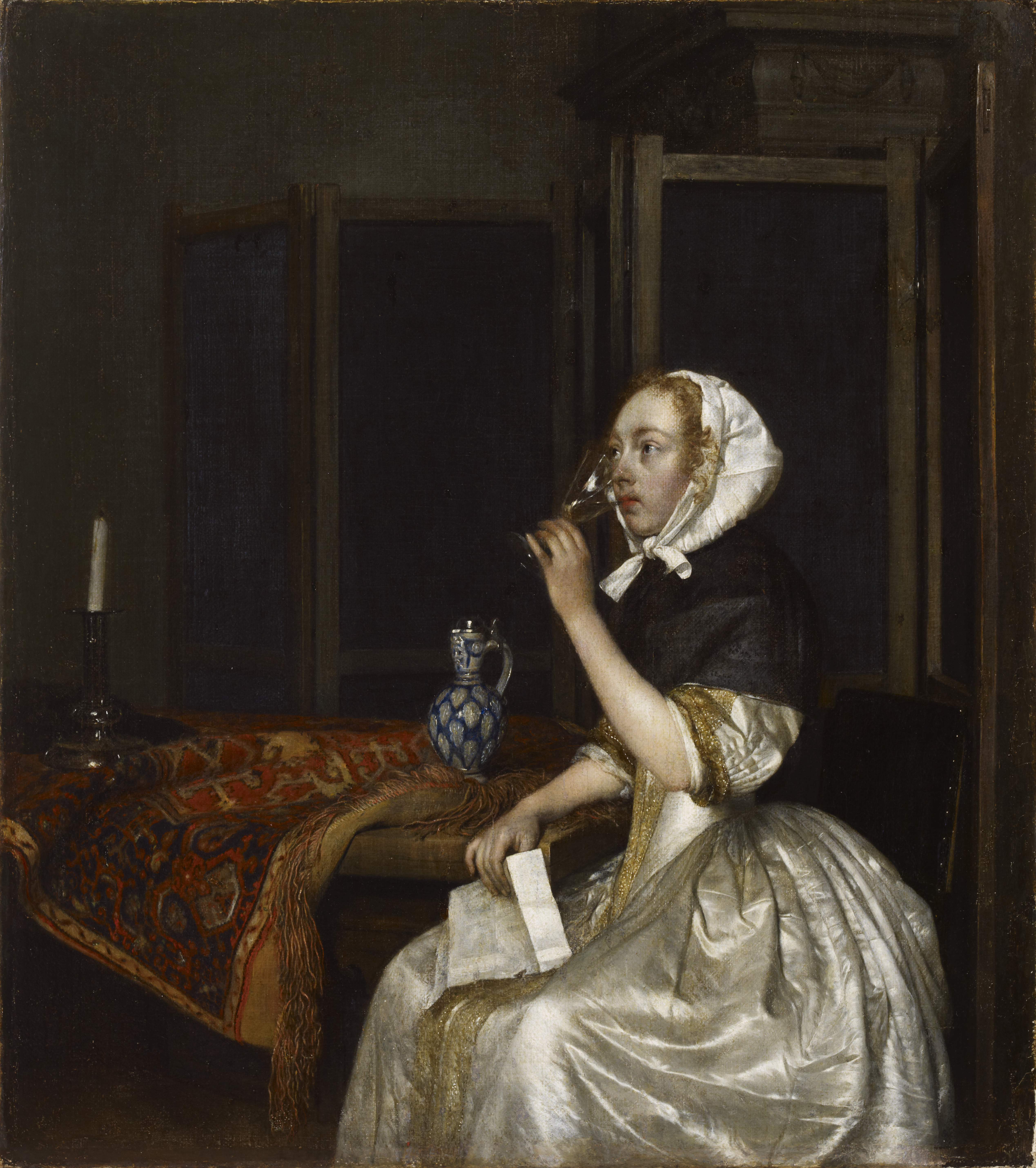
Dame avec un verre de vin tenant une lettre dans sa main, 1665 -  Helsinki Musée d'Art
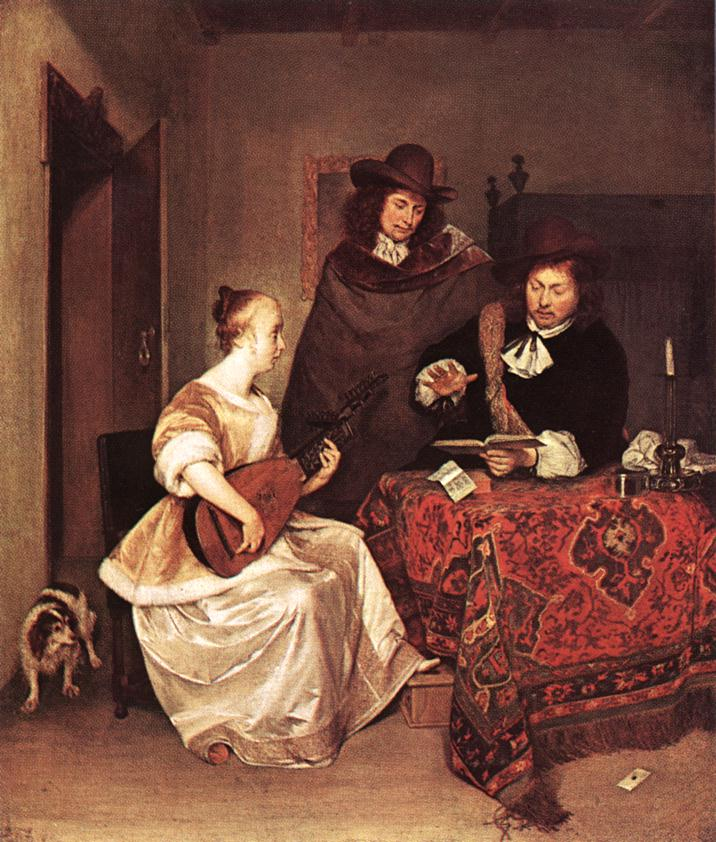
Joueuse de théorbe, 1667-1668 Londres
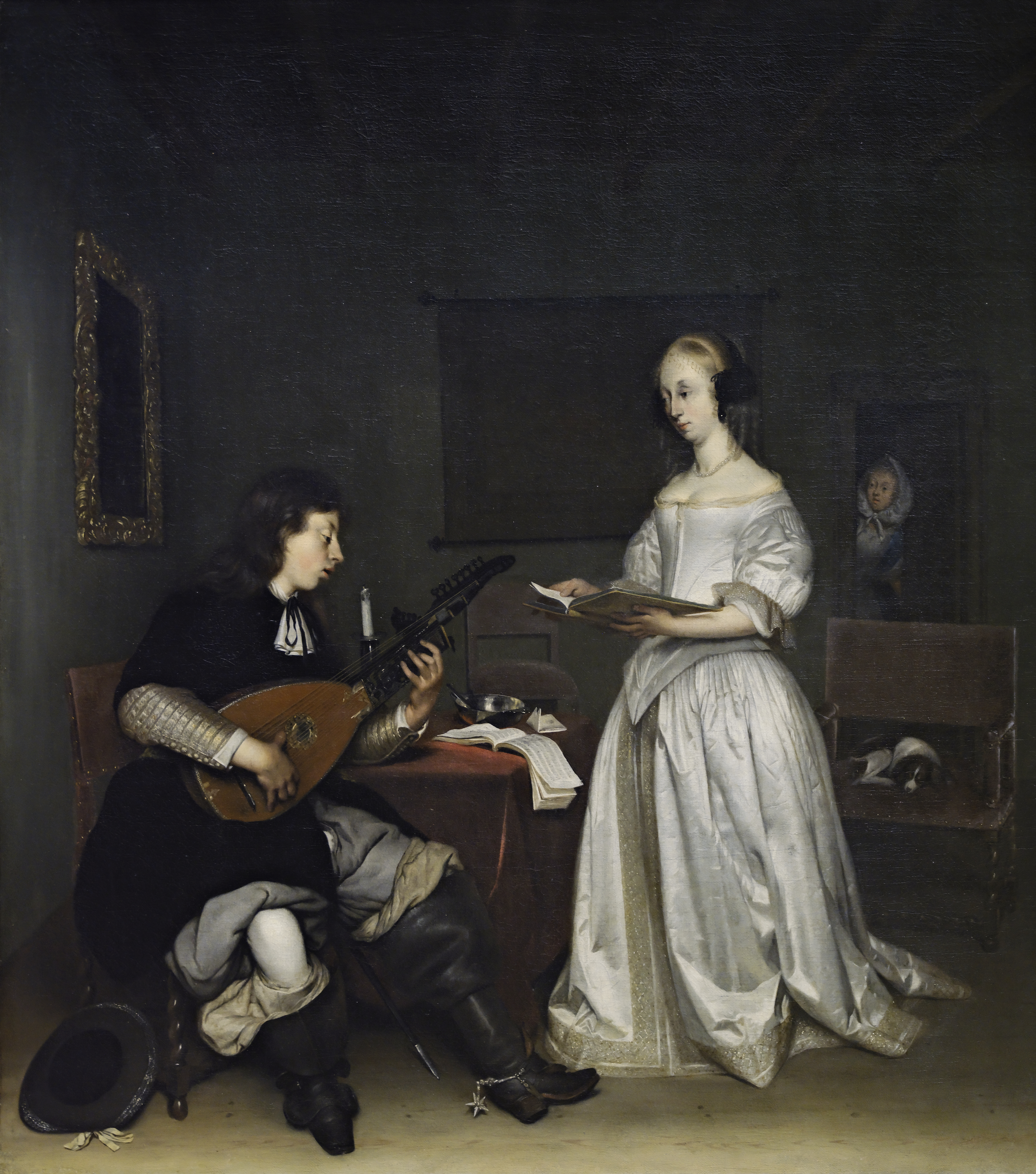
Le Duo, 1669 Musée du Louvre

## Référence dans la littérature
Balzac le mentionne pour illustrer le raffinement du corsaire qui a enlevé la fille du marquis d'Aiglemont dans La Femme de trente ans : « ...On voyait çà et là des tableaux de petite dimension, mais dus aux meilleurs peintres : un coucher de soleil par Gudin se trouvait près d'un Terburg... »
Balzac cite à nouveau le nom de Terburg dans la description qu'il donne d'une pièce de l’appartement où vit l'héroïne éponyme de La Cousine Bette : « …Les meubles étaient ceux des ménages d’ouvriers aisés : des chaises en noyer foncées de paille, une petite table à manger en noyer, une table à travailler, des gravures enluminées dans des cadres en bois noirci, de petits rideaux de mousseline aux fenêtres, une grande armoire en noyer, le carreau bien frotté, bien reluisant de propreté, tout cela sans un grain de poussière, mais plein de tons froids, un vrai tableau de Terburg où rien ne manquait, pas même sa teinte grise, représenté par un papier jadis bleuâtre et passé au ton de lin. »